# Кшижановиці (гміна)
Гміна Кшижановіце (пол. Gmina Krzyżanowice) — сільська гміна у південній Польщі. Належить до Рациборського повіту Сілезького воєводства.
Станом на 31 грудня 2011 у гміні проживало 11450 осіб.

## Територія
Згідно з даними за 2007 рік площа гміни становила 69.67 км², у тому числі:
- орні землі: 79.00%
- ліси: 4.00%

Таким чином, площа гміни становить 12.81% площі повіту.

## Населення
Станом на 31 грудня 2011:
| Опис     | Загалом | Загалом | Чоловіки | Чоловіки | Жінки | Жінки |
| -------- | ------- | ------- | -------- | -------- | ----- | ----- |
| одиниця  | осіб    | %       | осіб     | %        | осіб  | %     |
| все      | 11450   | 100     | 5513     | 48.15    | 5937  | 51.85 |
| міське   | 0       | 100     | 0        |          | 0     |       |
| сільське | 11450   | 100     | 5513     | 48.15    | 5937  | 51.85 |

## Сусідні гміни
Гміна Кшижановіце межує з такими гмінами: Ґожице, Кшановіце, Любомія, Рацибуж.